# Ismail Mohammed
Ismail Mohammed Sharif (arabe : اسماعیل محمد شریف) (né le 17 avril 1962 en Irak) est un joueur de football international irakien, qui évoluait au poste de milieu de terrain.

## Biographie

### Carrière en sélection
Avec l'équipe d'Irak, il figure dans le groupe des sélectionnés lors de la coupe du monde de 1986.
Il a également participé aux JO de 1988.